# Moderne R&B
For ikke at blive forvekslet med den tidligere genre med oprindelse i 1940'erne, se Rhythm and blues
Moderne R&B (engelsk: Contemporary R&B), (også kendt som nutidige R&B, samtids-R&B eller bare R&B) frem til 1990 kaldet Black music, er en musikgenre stammende fra post-discon og kombinerer elementer af soul, funk, pop (og efter 1986) hiphop. Forkortelsen "R&B" stammer fra 1940'erne rhythm and blues-musik, men det har kun en indirekte forbindelse med nutidig R&B med hensyn til stil oprindelse. Hopet med hiphop er R&B den største genre i USA, med 25.1% lyttere af den amerikanske befolkning.. Blandt danske R&B-kunstnere er Burhan G, Gulddreng, Jimilian og Skinz.

## Karakteristisk stil
Moderne R&B har en poleret stil med optagelse og produktion, tromaskine-baserede rytmer og en jævn, ekstravagant stilbehandling. Vokalmusik er af stor betydning i moderne R&B. Sangerne er ofte kendt for brugen af melisme, populært af sangere som Michael Jackson, R. Kelly, Stevie Wonder, Whitney Houston og Mariah Carey. Elektroniske påvirkninger bliver stadig mere populære, og brugen af hiphop- og dance-inspirerede slag er typisk.

## Populære musikere efter årtier

### 1980'erne
| - After 7 - Al B. Sure! - Joeclyn Brown - Chaka Khan - Da Krash - Guy - Whitney Houston - Janet Jackson - Marlon Jackson - Michael Jackson | - Meli'sa Morgan - R. J.'s Latest Arrival - The S.O.S Band - Starpoint - Keith Sweat - Tony! Toni! Toné! - Troop - Luther Vandross - Bernard Wright |

### 1990'erne
| - Aaliyah - Deborah Cox - Erykah Badu - Mary J. Blige - Brandy - Toni Braxton - Destiny's Child - Ginuwine - Wyclef Jean - Mario | - Monica - R. Kelly - Tracie Spencer - Shanice - Sparkle - SWV - Tamia - Timbaland - TLC - Usher |

### 2000'erne
| - Akon - Amerie - Ashanti - Chris Brown - Beyoncé - Ciara - Craig David - Alicia Keys | - Bruno Mars - Mýa - Ne-Yo - R. Kelly - Rihanna - T-Pain - Justin Timberlake - Trey Songz - Usher |

### 2010'erne
| - August Alsina - Ashanti - Eric Bellinger - Beyoncé - Justin Bieber - Tamar Braxton - Chris Brown - Mariah Carey - Ciara - Keyshia Cole - Jason Derulo - Drake - The-Dream - Empire Cast - Jamie Foxx - Ginuwine - Jennifer Hudson - Miguel - Daniel Caesar | - Jay Sean - Jeremih - Kehlani - Lloyd - Rico Love - Mario - Ne-Yo - Frank Ocean - Omarion - R. Kelly - Kelly Rowland - Trey Songz - T-Pain - Tamia - Tank - Tyrese - Usher - The Weeknd |